# كل سفيد (أرمو)
كل سفيد (بالفارسية: کل سفید) هي قرية تقع في إيران في قسم أرمو الريفي. يقدر عدد سكانها بـ 204 نسمة .